# Soungrougrou
Le Soungrougrou est un cours d'eau du Sénégal. C'est un affluent de la Casamance.

## Géographie
Le Soungrougrou est le principal affluent de la Casamance dans la zone sud sénégalaise entre la Gambie et la Guinée-Bissau, traditionnellement appelée Casamance. Le cours supérieur de la rivière se trouve au nord de Kolda et commence comme un plan d'eau intermittent dont le lit ne se remplit d'eau que pendant la saison des pluies. Il s'écoule généralement vers l'ouest avec un chemin de vallée de 170 kilomètres vers la Casamance. Juste avant Marsassoum, le fleuve tourne vers le sud et maintient cette direction sur les 25 derniers kilomètres jusqu'à son embouchure, qui se trouve à 27 kilomètres à l'est de Ziguinchor, la plus grande ville de Casamance.
Dans le cours inférieur, depuis Kandiadiou et Diaroume jusqu'à l'embouchure, le courant de marée et le mélange d'eau salée et d'eau douce sont perceptibles sur une longueur de 80 kilomètres. Ici, le lit de la rivière est partiellement emporté par les eaux sur une largeur de 500 à 1 000 mètres. La zone riveraine est accompagnée d'un système de mangrove d'une largeur de 4 000 mètres à l'embouchure.

## Trafic
Dans la zone des courants de marée, le Soungrougrou peut être utilisé par les navires et bateaux. Il n'y avait aucun pont dans cette section de la rivière jusqu'en 2022. Le fleuve ne pouvait être traversé que par des ferries. Le plus important d'entre eux, le bac de Marsassoum, reliait Marsassoum sur la rive est à Bignona et Ziguinchor à l'ouest. Le ruisseau mesure ici 460 mètres de large, la route sur la rive ouest se poursuivant sur un kilomètre et demi à travers des mangroves amphibies. Jusqu'en 2022, un pont d'importance suprarégionale n'existait qu'à Kandiadiou et Diaroume dans la région de Sédhiou, où un pont de 900 mètres de long relie Sédhiou au sud via la route de transit Transgambienne à la capitale Dakar au nord. Le 17 janvier 2022, le pont de Marsassoum a finalement été ouvert à la circulation en tant que pont à péage pour remplacer la liaison par ferry, devenue sujette à des perturbations.

## Référence
1. ↑  Au Sénégal et le cœur du Sénégal, « Les ponts de Foundiougne et de Marsassoum sont en service », sur Au Sénégal, le cœur du Sénégal, 17 janvier 2022 (consulté le 30 décembre 2024)